# Валерій Чкалов (фільм)
«Валерій Чкалов» (рос. «Валерий Чкалов») — російський радянський художній фільм 1941 року. Відновлено на Кіностудії ім. М. Горького в 1962 році. Біографічний фільм про льотчика-випробувача Валерія Чкалова.

## Зміст
Валерій Чкалов — професійний льотчик. Однак йому нудно здійснювати монотонні польоти. Він завжди їх урізноманітнює, роблячи немислимі трюки й віражі. За подібну поведінку й манеру літати його звільнили. А з часом Валерій Чкалов став випробувачем першого винищувача і справжньою легендою.

## Цензура
У редакції 1962 фільм зазнав значних змін. З картини видалили сцени зі Сталіним, вирізали або переозвучили всі згадки про нього, вирізали (або відретушували) кадри в тих місцях, де видно портрети Сталіна, напис на фюзеляжі літака «Сталінський маршрут» і т. ін. Переозвучили і в результаті пом'якшили фрагмент діалогу про ворогів, що заважають розвитку радянської авіації (в розмові Чкалова з командиром Батьою). Фільм, таким чином, був скорочений за часом приблизно до 83 хвилин.
2007 року компанія «Магнат» випустила DVD з першою повною версією фільму — в тому вигляді, в якому картина вийшла на екрани в 1941 році. Повну версію показав і канал «Культура» 2 лютого 2014 р.

## Трюки
Валерій Чкалов здійснив свій зухвалий проліт під Троїцьким мостом в Ленінграді.
Повтор цього польоту (шість разів) був здійснений льотчиком Євгеном Борисенко на гідролітаку Ш-2 у 1940 році в рамках зйомок фільму.

## Ролі
- Володимир Бєлокуров — Валерій Чкалов
- Ксенія Тарасова — Ольга Чкалова
- Василь Ванін — Пал Палич, бортмеханік
- Петро Березов — Георгій Байдуков
- Сергій Яров — Олександр Бєляков, штурман
- Борис Жуковський — командир Альошин (Батя)
- Семен Межинський — Серго Орджонікідзе
- Ігор Смисловський — Мухін, конструктор
- Федір Богданов — дід Єрмолай
- Михайло Геловані — Йосип Сталін (в «відновленому» варіанті відсутній)
- Ірина Зарубіна — заслужена артистка
- Аркадій Райкін — американський журналіст
- Марк Бернес — коментатор на авіапараду (у титрах не зазначений)
- Борис Андрєєв — механік (у титрах не зазначений)
- Серафима Бірман — американка (у титрах не вказана)

## Знімальна група
- Автори сценарію:
  - Георгій Байдуков
  - Дмитро Тарасов
  - Борис Чирсков
- Режисери: Михайло Калатозов, Семен Дерев'янський
- Оператор: Олександр Гінцбург
- Композитор: Венедикт Пушков
- Художник: Олександр Блек
- Звук: Арнольд Шаргородський
- Монтаж: А. Гольдбург, Д. Ландер
- Директор: Яків Анцелович

## Відео
Компанія «Формат А» випустила фільм на відеокасетах VHS а на початку 2000-х років — «Майстер Тейп».
25 квітня 2005 студія «Союз відео» випустила фільм на DVD .
2007 року компанія «Магнат» випустила DVD з першою повною версією фільму — в тому вигляді, в якому картина вийшла на екрани в 1941 році.